# Confident de la Casa Batlló
El Confident de la Casa Batlló és un moble dissenyat per Antoni Gaudí per a la Casa Batlló cap a 1907 que actualment forma part de la col·lecció permanent del Museu Nacional d'Art de Catalunya. És un dipòsit de la CasaMuseu Gaudí, Junta Constructora del Temple Expiatori de la Sagrada Família, 1991

## Descripció
Un arquitecte com Antoni Gaudí, que partia de la idea d'obra d'art total a l'hora de concebre la seva arquitectura, difícilment podia establir jerarquies entre les arts. Un capítol brillant i innovador en la seva producció el constitueix el mobiliari. En els conjunts dissenyats per a la Casa Batlló, Gaudí es mostra com un precursor dels dissenys ergonòmics i descobreix la llibertat de projectar trencant amb els repertoris acadèmics i anticipantse, de manera fortuïta, al disseny industrial, com faran altres arquitectes coetanis: Victor Horta, Charles Rennie Mackintosh o Eero Saarinen.
Les cadires de la Casa Batlló plantegen un tipus de seient, inèdit fins a aquell moment, que cerca les formes arrodonides que s'ajustin a la morfologia humana. Executades als tallers Casas i Bardés amb fusta de freixe, presenten formes anatòmiques que semblen modelarse a partir de l'empremta que deixa el cos en seure. Gaudí, així mateix, prescindeix de tota referència d'estil per deixar la forma nua, emfasitzant les vetes i les qualitats texturals de la fusta i deixant de banda els entapissats i les ornamentacions supèrflues, sovint a partir d'estilitzacions florals, que practiquen els decoradors que li són coetanis, com ara Gaspar Homar o Joan Busquets.
En l'àmbit del moble, Antoni Gaudí es va permetre algunes innovacions inusuals com el fet d'incorporar el ferro com a element de subjecció o d'ornamentació. N'és un bon exemple el banc litúrgic de l'església de la Colònia Güell de Santa Coloma de Cervelló, on utilitza la barra de ferro i s'avança a les propostes que anys després faran Le Corbusier, Mies van der Rohe, Walter Gropius o Marcel Breuer. La construcció d'aquest banc litúrgic, de planta trapezial i de dues places individuals, va anar a càrrec del fuster Tomàs Bernat el 1914, i és un dels darrers elements de mobiliari que Gaudí va dissenyar.